# جافروس (تمثال)
تمثال جافروس Les Gavroches هو تمثال برونزي لأنطونيو سكورتينو، يصور أطفال الشوارع الباريسيين المستوحى من قصة غافروش من رواية فيكتور هوغو الشهيرة عام 1862 البؤساء. تم صب التمثال في عام 1904 وعرضه خلال فترة القرن العشرين في حدائق باراكا العليا في فاليتا في مالطا. عام 2000، تم ترميم التمثال ونقله إلى المتحف الوطني للفنون الجميلة (الآن MUŻA ) في نفس المدينة، وتم وضع نسخة طبق الأصل في حدائق باراكا العليا.

## خلفية تاريخية
أكمل أنطونيو سكورتينو تمثال جافروس في عام 1904 بينما كان يعيش في روما. بحلول العام التالي، تم عرض التمثال في روما وباريس. تم نقله في النهاية إلى مالطا من قبل جمعية الفنون والمصنعين والتجارة بتكلفة 120 جنيهًا إسترلينيًا بما في ذلك رسوم التعبئة والتركيب.

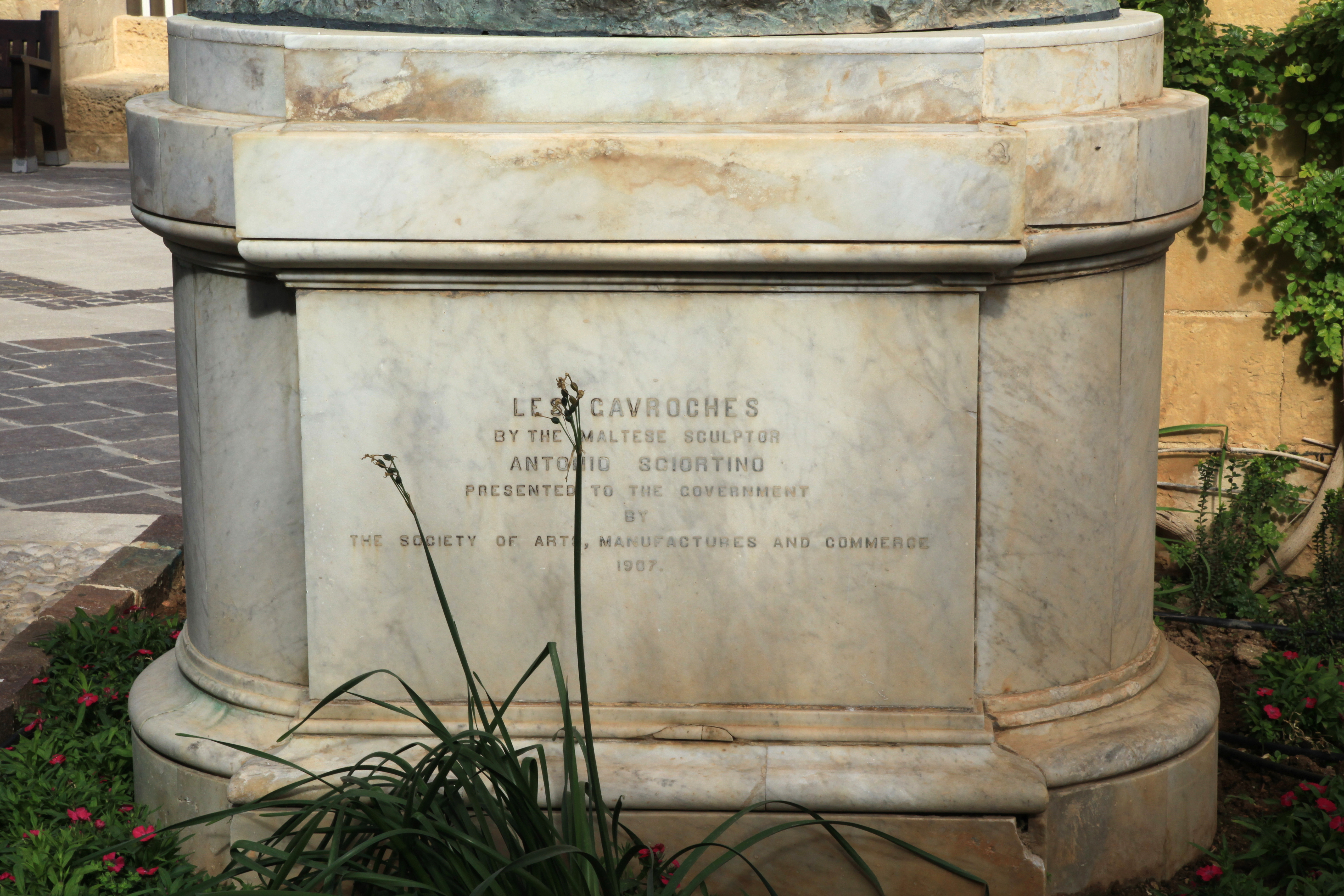
قاعدة النحت مع نقش عام 1907

عام 1907 قدمت الجمعية التمثال للحكومة،  وافتتحت في حدائق البركة العليا. تحتوي قاعدة التمثال على نقش يخلد تبرع الجمعية بالتمثال. خلال الحرب العالمية الثانية، تمت إزالته من أجل ضمان سلامته، ولكن تم إعادته إلى مكانه بعد انتهاء الحرب.
في 16 يناير 1951، قدم رئيس الوزراء جورج بورج أوليفييه نموذجًا صغيرًا من البرونز من التمثال من صنع أنطونيو سكورتينو للأميرة إليزابيث (الآن الملكة إليزابيث الثانية ) في حفل أقيم في Auberge d'Aragon.
بسبب التعرض للعوامل الجوية، تعرض التمثال لبعض التدهور على مر السنين. تمت إزالته من الحدائق للترميم، والذي تم تنفيذه بواسطة Sante Guido مجانًا كبادرة منهم. تم الانتهاء من الترميم في عام 2000،  ولمنع التدهور في المستقبل، تم نقل التمثال إلى المتحف الوطني للفنون الجميلة في فاليتا. يقع الآن في MUŻA.
تم وضع نسخة طبق الأصل من التمثال لاحقًا في موقعه الأصلي في أعالي البركة. في عام 2012، اختار وزير البيئة والثقافة ماريو دي ماركو Les Gavroches كأفضل كنز في مالطا لإضافته إلى Europeana.

## الوصف

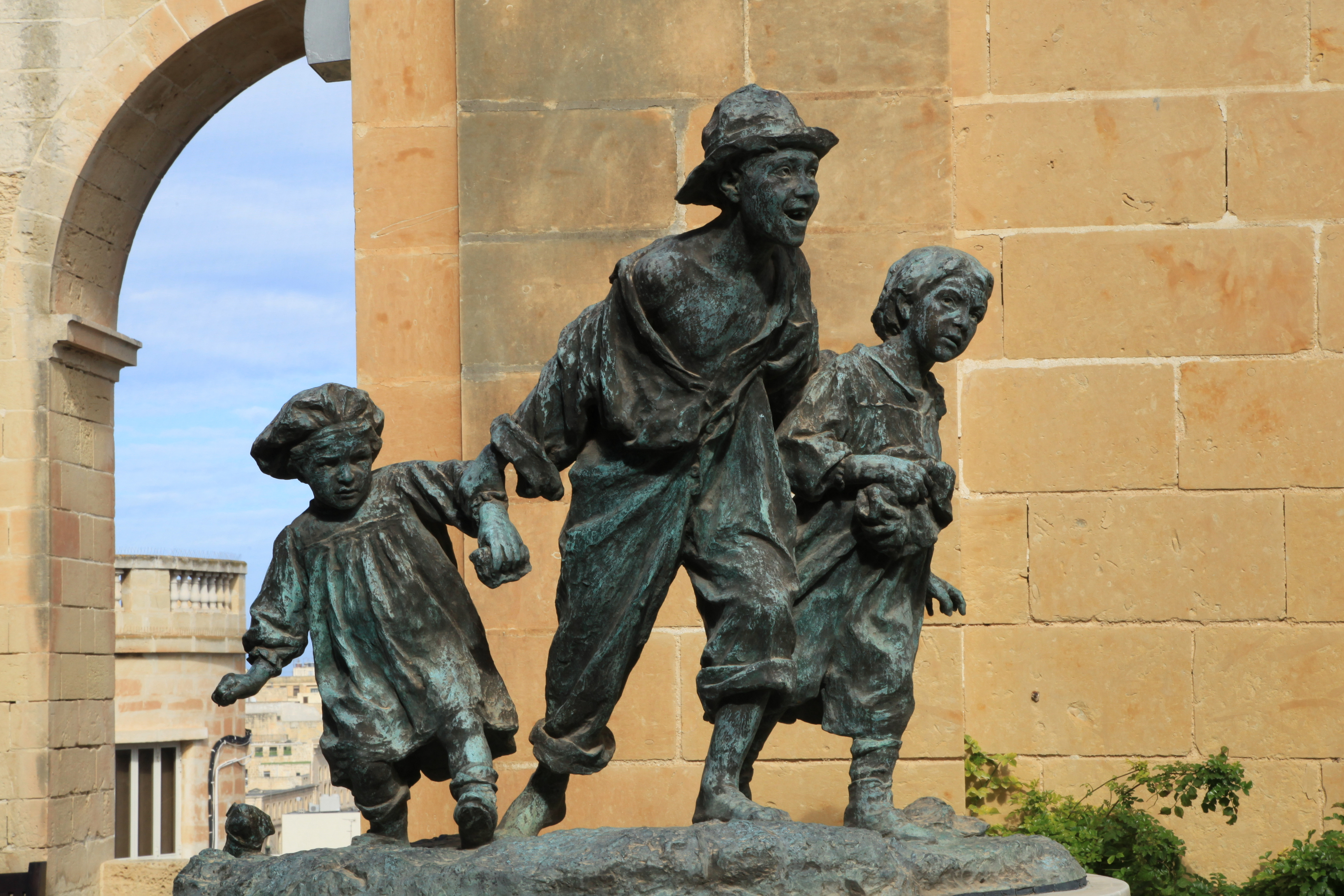
نسخة طبق الأصل في حدائق البركة العليا

يمثل جافروس ثلاثة أطفال شوارع من باريس خلال فترة الثورة الفرنسية عام 1848. الموضوع والعنوان مستوحيان من شخصية غافروش من رواية البؤساء للكاتب فيكتور هوغو عام 1862. يمثل التمثال موضوعات الأمل والبراءة، مما يبرز تطلعات جيل الشباب إلى الحرية والتقدم.
يظهر التمثال تأثيرًا من الانطباعية وعمل أوغست رودين. يعد التمثال من أوائل أعمال أنطونيو سكورتينو منذ إنشائه عندما كان يبلغ من العمر 24 عامًا،  ويعتبر من أروع التحف الفنية.

## انتشاره والاقتباس منه
تم تصوير جافروس على ختم مالطا 1s6d الصادر عام 1956،  على عملة ذهبية فئة 100 ليرة مالطية تم سكها في عام 1977،  وعلى عملات ذهبية بقيمة 10 يورو و 50 يورو تم سكها في عام 2012. كما تم تصويره على بطاقة هاتف Telemalta.